# Cláudio Roberto Souza
Cláudio Roberto Souza (* 14. Oktober 1973 in Teresina, Piauí) ist ein brasilianischer Leichtathlet, dessen Spezialdisziplinen der 100- und 200-Meter-Lauf sind. Souza wurde ebenfalls in den Sprintstaffeln seines Landes eingesetzt.

## Sportliche Erfolge
Souza nahm an zwei Olympischen Sommerspielen (2000 in Sydney und 2004 in Athen) teil.
2000, beim Gewinn der Silbermedaille, bestritt er Vorläufe in der 4-mal-100-Meter-Staffel seines Heimatlandes, wurde aber nicht im Endlauf eingesetzt. Vier Jahre später belegte Souza im Endlauf gemeinsam mit Édson Ribeiro, André da Silva und Vicente de Lima den achten Rang in 38,67 s.
Seinen größten Erfolg feierte Souza bei den Leichtathletik-Weltmeisterschaften 2003 in Paris/Saint-Denis, als er – erneut gemeinsam mit Vicente de Lima, Édson Ribeiro und André da Silva – 
in 38,26 s die Silbermedaille in der Sprintstaffel gewann. Das brasilianische Team musste sich dabei nur der US-amerikanischen Staffel geschlagen geben.
Souzas fünfter Rang bei der Sommer-Universiade 2001 in Peking stellt seine beste Platzierung als Einzelstarter bei internationalen Meisterschaften dar.

## Bestzeiten
- 60-Meter-Lauf – 6,64 s (2004)
- 100-Meter-Lauf – 10,19 s (2002)
- 200-Meter-Lauf – 20,24 s (2003)